# Strangers' Hall

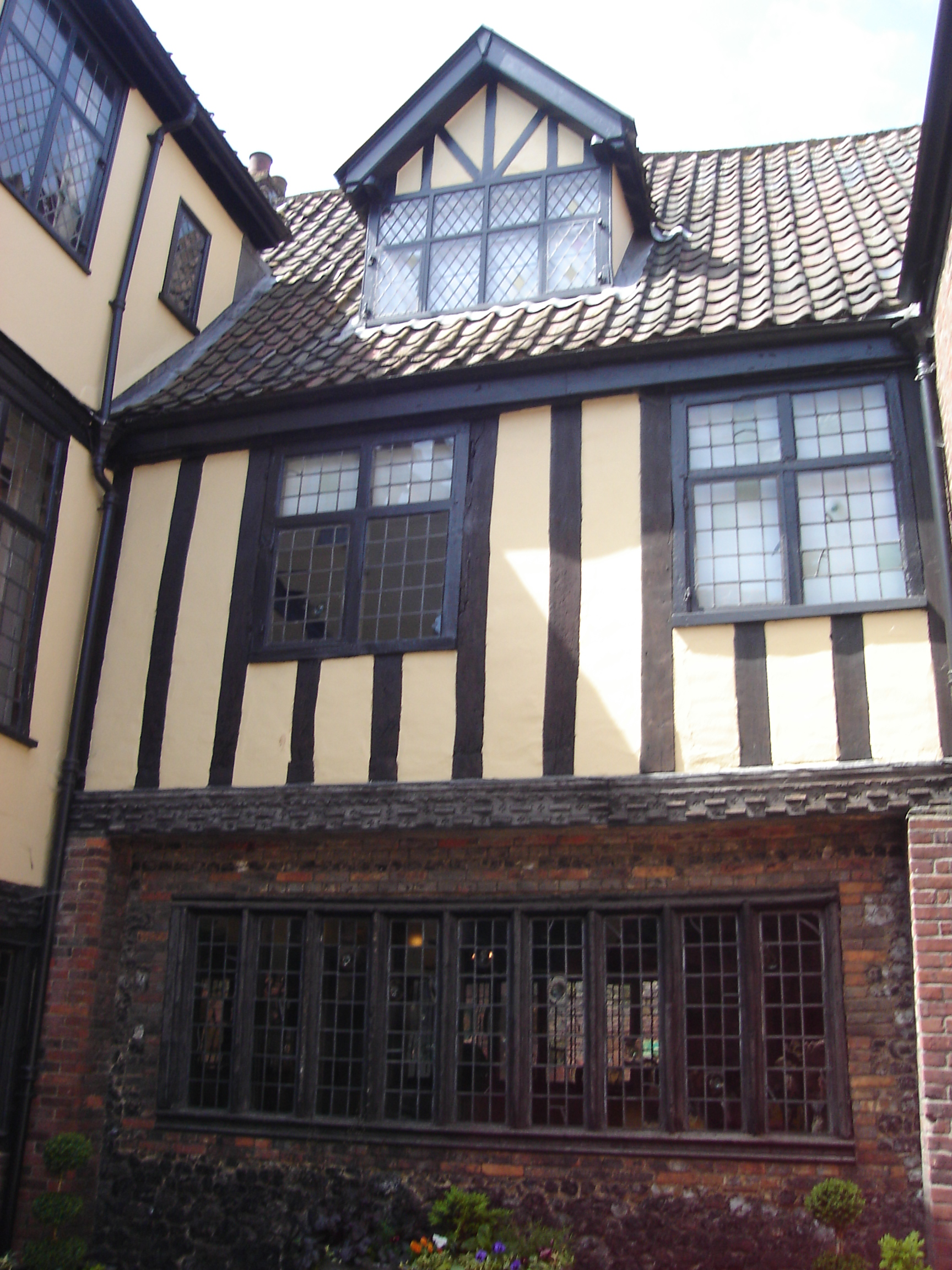

Strangers' Hall is een historisch gebouw en plaatselijk geschiedenismuseum in het Engelse Norwich. De oudste delen van het gebouw dateren uit de 14e eeuw (de burgemeesterswoning uit 1340). Het gebouw werd genoemd naar de Strangers, protestantse vluchtelingen uit de Nederlanden vanaf 1565 (sommigen onder hen woonden in het gebouw). Burgemeester Sotherton kreeg een koninklijke toelating om 24 Nederlandse en 6 Waalse families te herbergen (om de textielindustrie te stimuleren). In 1582 maakten de Strangers een derde uit van de bevolking. 
Tot de 17e eeuw werd het gebouw verbouwd door verschillende kooplui en burgemeesters waaronder de familie Sotherton, Francis Cock en Joseph Paine. Het pand kwam in handen van de katholieke kerk en begin 20e eeuw werd het door eigenaar Leonard Bolingbroke ingericht als folkloremuseum.